# Orden de Calatrava en la Corona de Aragón

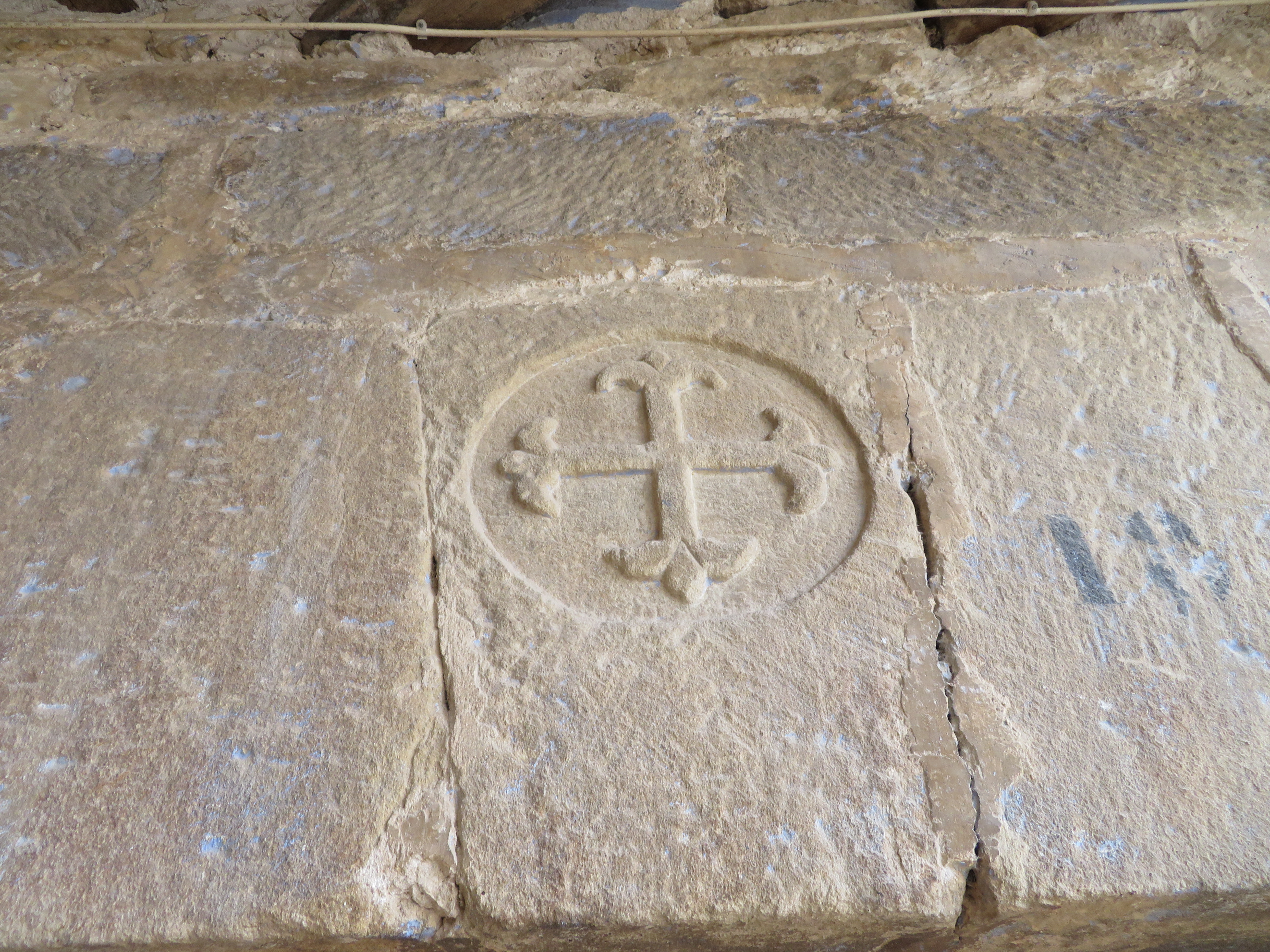
Cruz de la Orden de Calatrava sobre piedra clave de una casa de la orden (Ráfales, Teruel).

La Orden de Calatrava estuvo presente en la Corona de Aragón por su participación en la Reconquista. Alfonso II el Casto les cedió en el año 1179 Alcañiz y sus alrededores, donde fundaron diferentes encomiendas y subencomiendas. La encomienda de Alcañiz fue la más importante. Los calatravos de Alcañiz extendieron la actividad de la orden durante la reconquista, adquiriendo sucesivamente Monroyo (1209), Alcorisa (1263), Calaceite (1271) y Calanda (1360) hasta llegar a Bejís (1235) y brevemente Villena (Reino de Valencia). 
La Encomienda de Alcañiz entró en decadencia irreversible después de 1533, año de la muerte de Juan de Lanuza, comendador de la orden y virrey de Aragón. Una serie de bulas papales fueron dejando la encomienda en manos de los monarcas Carlos I y Felipe II.
En el siglo XVIII la encomienda de Alcañiz se fue fragmentando, obteniendo jurisdicción propia Valdealgorfa, La Codoñera y Torrocilla de Alcañiz.

## Lista de encomiendas y subencomiendas calatravas en la Corona de Aragón
- Encomienda de Alcañiz
- Encomienda de Alcorisa
- Encomienda de Bejís
- Encomienda de Calaceite
- Encomienda de Calanda
- Encomienda de Cretas
- Encomienda de La Fresneda
- Encomienda de Fuentes de Ebro
- Encomienda de Maella
- Encomienda de Monroyo